# Akira Nozawa
Akira Nozawa (野澤晁?, Nozawa Akira; Prefettura di Hiroshima, 15 agosto 1914 – 13 maggio 2000) è stato un calciatore giapponese, di ruolo attaccante.